# Josep Sabater i Sust
Josep Sabater i Sust (Mataró, Maresme, 1882 - Barcelona, 9 d'agost de 1969) fou un pianista i director d'orquestra català. Fou el director titular de l'Orquestra del Gran Teatre del Liceu durant quaranta anys.
Fou alumne de Joan Baptista Pellicer a l'Escola Municipal de Música de Barcelona. El principi de la seva carrera, dedicada principalment al piano, va ser tan brillant que no havia complert encara els vint anys que el 1901 ja exercia de professor en aquest centre pedagògic. Aviat les seves preferències es van centrar en el cultiu de la música instrumental. Va formar part de diversos conjunts de cambra i de seguida va assumir-ne la direcció. Tot i haver-se format de forma autodidacta en la direcció d'orquestra, el seu talent el va convertir en una autoritat respectada i admirada tant pels instrumentistes com pel públic. De seguida es va sentir atret per l'òpera. Va dirigir al Teatro Real de Madrid en moltes ocasions, en els principals teatres d'Espanya, Portugal i Amèrica del Sud. El seu prestigi internacional el va dur finalment fins al Gran Teatre del Liceu. A partir de 1913 en va dirigir l'orquestra. Va dirigir les representacions d'òpera del Júnior Futbol Club.
Quan després de quaranta anys va abandonar el càrrec, es va dedicar a la preparació –al costat de la seva esposa, Margarida Parera, una de les professores de cant de més prestigi de Barcelona– d'innombrables artistes lírics. La seva filla, Rosa Sabater i Parera, fou també pianista i pedagoga. El seu pare Mateu Sabater i Estaper (1838-1920), també fou un músic reconegut.